# محمدرضا وجدانی
محمدرضا وجدانی (۱۲۵۰ ش قم – ۱۳۲۶ ش قم) مجتهد و مدرس دانشگاه و حوزه علمیه و به مدت ده سال دادستان کل کشور بود.

## تولد و تحصیلات
محمدرضا وجدانی در سال ۱۲۵۰ در شهر قم به دنیا آمد. او تحصیلات اولیه را در قم فراگرفت و برای تکمیل دوره‌های عالی حوزوی به حوزه علمیه اصفهان و حوزه علمیه تهران و سپس به نجف رفت و به درجه اجتهاد رسید. از مهم‌ترین هم دوره‌های او می‌توان به محمد عبده اشاره کرد.

## فعالیتهای اداری و علمی
وجدانی پس از کسب درجه اجتهاد به تدریس در حوزه علمی پرداخت. او در سال ۱۲۸۹ هجری و پس از استقرار مشروطه به عدلیه رفته و مسوولیت‌هایی همچون ریاست محکمه استیناف تهران، مستشار دیوان عالی تمیز برعهده گرفت. وی در همین دوران به تدریس در دانشکده معقول و منقول، مدراس مروی و حوزه‌های علمیه در تهران مشغول بود.
پس ایجاد تشکیلات جدید دادگستری به رهبری داور او با رتبه ۹ قضایی به دادستانی محاکم تجدید نظر استان تهران و بعد به ریاست شعبه دیوان عالی کشور (در امور جزایی) رسید. محمدرضا وجدانی سرانجام در سال ۱۳۱۵ به سمت دادستانی کل کشور انتخاب و به مدت ده سال یعنی تا زمان بازنشستگی در این سمت فعالیت کرد.
او در سال ۱۳۲۶ در شهر قم فوت کرد و در قبرستان صحن کهنه قم (مقبره امین الدوله کاشی غفاری) به خاک سپرده شد. همسرش ایران مخصوص دختر آجودان مخصوص پسر وزیر همایون بود.